# George Koltanowsky
George Koltanowsky (Koltanowski) (17 de septiembre de 1903 - 2000) fue un ajedrecista belga.
En el año 1937 consiguió la mejor marca en partidas de ajedrez simultáneas jugadas a ciegas al enfrentarse en Edimburgo contra 34 jugadores con el resultado (a favor de "Kolty") de +24 =10 -0.
También consiguió la mejor marca de simultáneas (en este caso viendo los tableros) al enfrentarse en 1949 a 271 jugadores.
Además simultaneó su título de campeón de ajedrez de Bélgica con la profesión de vendedor de sombreros para señoras.